# Liu Qing (basket-ball)
Dans ce nom chinois, le nom de famille, Liu, précède le nom personnel.
Pour les articles homonymes, voir Liu Qing.
Liu Qing (en chinois : 柳青), née le 6 août 1964 dans le Hunan, est une joueuse chinoise de basket-ball.

## Carrière
Elle dispute avec l'équipe de Chine de basket-ball féminin les Jeux olympiques d'été de 1984 (remportant la médaille de bronze), les Jeux olympiques d'été de 1988 (terminant sixième) et les Jeux olympiques d'été de 1992 (obtenant la médaille d'argent).
Elle est également médaillée d'or des Jeux asiatiques de 1982 et des Jeux asiatiques de 1986 et médaillée d'argent des Jeux asiatiques de 1990.